# Новы-Став (гмина)
Новы-Став (пол. Nowy Staw) — городско-сельская гмина (волость) в Польше, входит как административная единица в Мальбурский повет, Поморское воеводство. Население — 7795 человек (на 2004 год).

## Демография
| Перепись                       | Всего   | Всего | Женщины | Женщины | Мужчины | Мужчины |
| ------------------------------ | ------- | ----- | ------- | ------- | ------- | ------- |
| Единицы                        | человек | %     | человек | %       | человек | %       |
| Население                      | 7795    | 100   | 3951    | 50,7    | 3844    | 49,3    |
| Плотность населения (чел./км²) | 68,2    | 68,2  | 34,5    | 34,5    | 33,6    | 33,6    |

## Соседние гмины
1. Гмина Лихновы
2. Гмина Мальборк
3. Гмина Новы-Двур-Гданьски
4. Гмина Осташево
5. Гмина Старе-Поле